# Humberto Carlos Cruz Silva
Humberto Carlos Cruz Silva (* 8. Dezember 1939 in Santiago de Chile) ist ein ehemaliger chilenischer Fußballspieler. Auf Vereinsebene für Santiago Morning, Colo-Colo und Deportivo Ñublense aktiv, nahm er mit der Nationalmannschaft seines Heimatlandes an den Fußball-Weltmeisterschaften 1962 und 1966 teil.

## Karriere

### Verein
Humberto Cruz begann mit dem Fußballspielen in seiner Heimatstadt bei CD Santiago Morning, nachdem er zuvor die Jugendakademie von CSD Colo-Colo, ebenfalls in Santiago beheimatet, besucht hatte. 1957 debütierte der junge Abwehrspieler im Trikot von Santiago Morning, das damals in der Primera División, Chiles höchster Fußballliga, spielte. Humberto Cruz war von 1957 bis 1962 für Santiago Morning aktiv und machte in dieser Zeit 120 Ligaspiele für seinen Verein, in denen ihm fünf Torerfolge gelangen.
Ab 1963 stand Humberto Cruz bei Colo-Colo, Chiles heutigem Rekordmeister, unter Vertrag. Gleich in seinem ersten Jahr gelang der Gewinn der chilenischen Fußballmeisterschaft. In der Primera División hatte Colo-Colo den ersten Platz mit einem Vorsprung von einem Punkt gegenüber Universidad de Chile belegt. Danach folgte eine lange Durststrecke. Erst 1970 konnte sich Humberto Cruz mit Colo-Colo wieder chilenischer Meister nennen. Diesmal wurde in der höchsten Spielklasse das Finalspiel gegen das aufstrebende Unión Española mit 2:1 in der Verlängerung für sich entschieden. Mit diesem Triumph begannen die für Colo-Colo sehr erfolgreichen Siebzigerjahre endgültig, in deren Mitte der Klub als erster chilenischer Verein überhaupt ins Endspiel um die Copa Libertadores einzog, dort jedoch Independiente Avellaneda aus Argentinien unterlag. Humberto Cruz kehrte Colo-Colo allerdings schon 1971 den Rücken, nachdem er zuvor neun Jahre lang dort gespielt hatte. In dieser Zeit hatten sich 259 Einsätze im Ligabetrieb angehäuft, bei denen Cruz vier Treffer gelangen.
Nach seinem Abschied von Colo-Colo ging Humberto Cruz zum Zweitligisten Deportivo Ñublense, wo er noch fünf weitere Jahre Fußball spielte, allerdings schon bald seinen Stammplatz verlor. In seinem letzten Jahr unter Vertrag bei Ñublense war er Teil der Mannschaft, die den erstmaligen Aufstiegs des Provinzvereins in die Primera División erreichte. Nach diesem Erfolg im Jahr 1976 beendete der mittlerweile 37-jährige seine aktive Laufbahn als Fußballspieler.

### Nationalmannschaft
Zwischen 1961 und 1970 brachte es Humberto Cruz auf insgesamt 37 Länderspiele für die chilenische Fußballnationalmannschaft. Dabei gelang dem Abwehrspieler kein Treffer. Von Nationaltrainer Fernando Riera wurde er ins Aufgebot der Südamerikaner für die Fußball-Weltmeisterschaft 1962 im eigenen Land berufen. Das Turnier kam für Humberto Cruz aber etwas zu früh und er kam nur auf einen Einsatz im Spiel um den dritten Platz gegen Jugoslawien (Endstand: 1:0). Die chilenische Mannschaft hatte sich indes bei ihrer Heim-WM bis ins Halbfinale vorgekämpft, wo sie letztlich am späteren Weltmeister Brasilien scheiterte.
Vier Jahre später wurde Humberto Cruz von Trainer Luis Álamos für die Fußball-Weltmeisterschaft 1966 in England nominiert. Diesmal war der mittlerweile 27-jährige Akteur absoluter Stammspieler und stand in jedem Turnierspiel der Chilenen auf dem Platz. Allerdings verlief diese Weltmeisterschaft weniger erfolgreich für die Mannen um Kapitän Hugo Villanueva. Bereits nach der Vorrunde kam als Letzter der Gruppe D hinter der Sowjetunion, Nordkorea sowie Italien das Aus.

## Erfolge
- Chilenische Meisterschaft: 2×

1963 und 1970 mit Colo-Colo
- Aufstieg in die Primera División: 2×

1959 mit Santiago Morning
1976 mit Deportivo Ñublense